# Chihuahuana purpusii
Chihuahuana es un género monotípico de plantas herbáceas, perteneciente a la familia Asteraceae. Su única especie Chihuahuana purpusii, es originaria de México.

## Taxonomía
Chihuahuana purpusii fue descrita por (Brandegee) Urbatsch & R.P.Roberts y publicado en sida 21(1): 246. 2004.